# 辛寨龙王庙
辛寨龙王庙，位于山西省大同市云冈区口泉乡辛寨村内，为山西省文物保护单位。
该庙整体坐北朝南，原平面布局为二进院落，现独存二进院，有清代遗构5座，分别为戏台、正殿、西耳殿、东西两侧掖门。1989年对正殿、戏台进行过维修。
辛寨村龙王庙正殿前檐出抱厦，歇山卷棚顶；戏台为勾连搭式建筑，整体保存完好。其建筑形制体现了晋北地区同时期建筑之特征。